# Anton Kosmaçi
Anton Kosmaçi (ur. 14 lipca 1898 w Sarajewie, zm. 14 listopada 1971 w Shijaku) – albański polityk i prawnik, w 1943 minister sprawiedliwości.

## Życiorys
Pochodził z rodziny katolickiej, która przeniosła się ze Szkodry do Sarajewa. Ukończył szkołę średnią w Sarajewie, a następnie odbył studia na Wydziale Prawa Uniwersytetu w Zagrzebiu. Po powrocie do kraju objął stanowisko sędziego w Elbasanie, w latach 1927–1928 prokuratora w Peshkopii, a następnie w Gjirokastrze. W 1935 kierował Sądem Okręgowym we Wlorze, a następnie w Korczy. W latach 1939–1940, w okresie okupacji włoskiej pełnił funkcję prefekta Korczy, zaś od 1940 r. pełnił funkcję sekretarza generalnego w ministerstwie spraw wewnętrznych. W 1943 dwukrotnie obejmował tekę ministra sprawiedliwości w rządzie Eqrema Libohovy. W latach 1943–1944, w czasie okupacji niemieckiej stał na czele Rady Państwa.
Od grudnia 1942 był członkiem komitetu centralnego Albańskiego Czerwonego Krzyża, a od kwietnia 1943 przewodniczył albańsko-włoskiemu stowarzyszeniu literackiemu. 17 listopada 1944 został schwytany przez funkcjonariuszy Departamentu Obrony Ludu. Stanął przed Sądem Specjalnym, który w kwietniu 1945 skazał go na karę 30 lat więzienia za współpracę z okupantem. Uwolniony 24 kwietnia 1962; ostatnie lata życia spędził w Shijaku.